# Terza linea centro

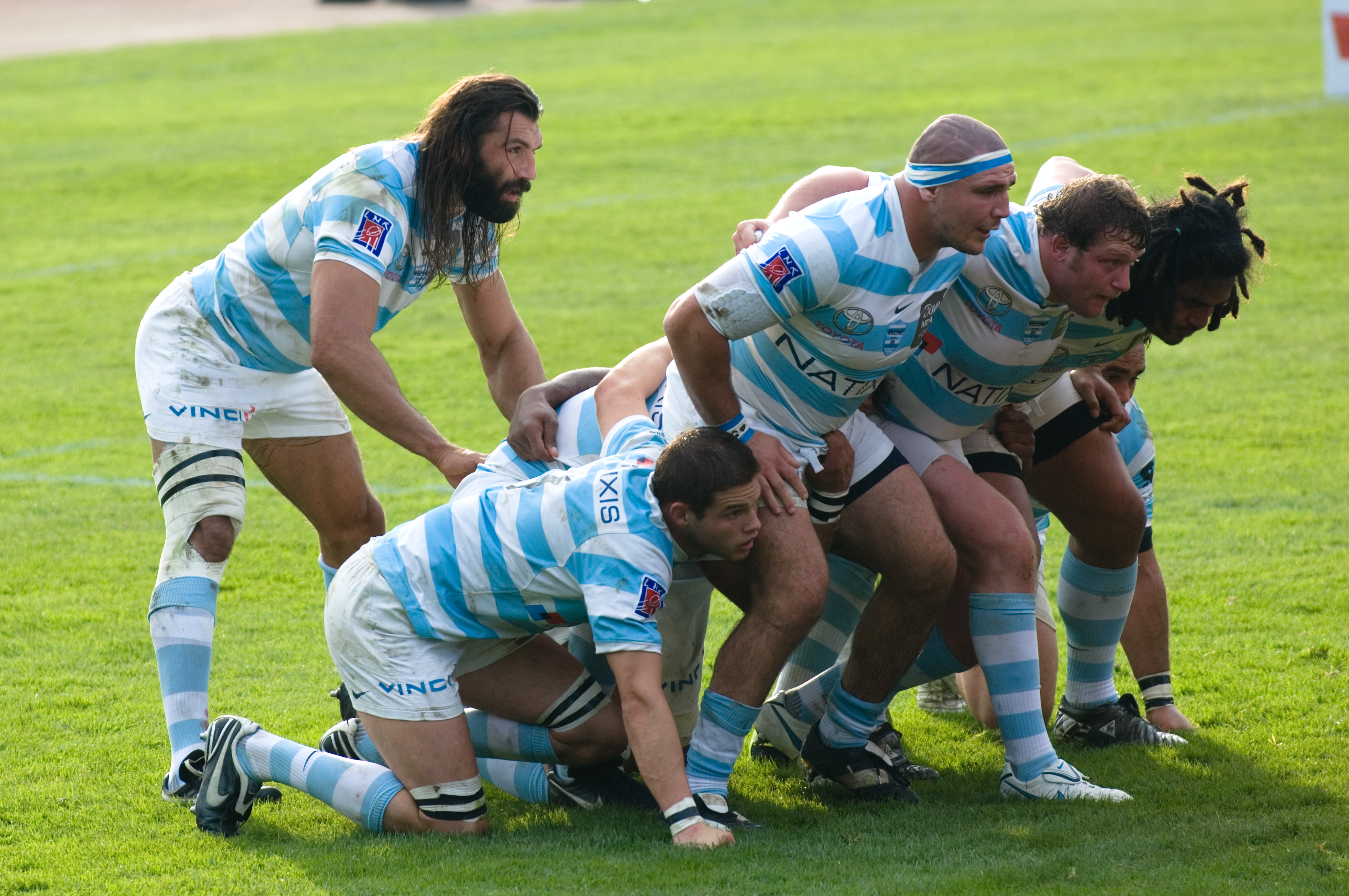
Il terza linea centro francese Sébastien Chabal durante la formazione di una mischia: il numero 8 è l'ultimo giocatore, posto più in fondo (a sinistra nella foto), a legarsi agli altri compagni del pacchetto.

Il terza linea centro (in inglese Number Eight o N8, dal numero di maglia) è un ruolo nel rugby. Al giocatore che occupa la posizione di terza linea centro ci si riferisce spesso come "numero 8". Questo giocatore, al giorno d'oggi, deve avere la forza fisica di un giocatore di mischia e le capacità tecniche di un trequarti. Il numero 8 si lega nella parte terminale della mischia ordinata, controllandone i movimenti e servendo il pallone al mediano di mischia. La posizione del numero 8 è quella che consente il passaggio del pallone dalla mischia ai giocatori di trequarti e sia il mediano d'apertura che il primo centro vengono inseriti nell'azione proprio grazie al numero 8 che, come ultimo giocatore della mischia, può anche prendere la decisione di raccogliere il pallone e portare l'attacco come un trequarti. 
Le terze linee centro sono solitamente alte, fisicamente prestanti, e vengono utilizzate qualche volta per la conquista della palla durante una touche. Rispetto ai flanker i numeri 8 hanno un ruolo maggiore nell'assicurare la spinta e la coesione di una mischia ordinata, essi devono altresì essere molto veloci nel limitare le possibilità di azione del mediano di mischia e d'apertura della squadra avversaria. Come ogni altro giocatore di terza linea anche il numero 8 dovrebbe essere un ottimo conquistatore di palla nelle fasi statiche del gioco e, occasionalmente, dovrebbe portare il primo attacco dopo una ruck; il terza linea centro di sovente ha anche il compito di garantire la ripartenza trasportando il pallone in attacco dopo avere recuperato un calcio avversario non diretto verso la profondità del campo. Alcuni giocatori di terza linea sono abbastanza abili da poter ricoprire sia il ruolo di numero 8 che quello di flanker; un buon esempio in proposito è rappresentato da Joe van Niekerk (Sudafrica).
Giocatori ancora più versatili in questo ruolo sono Michael Owen (Galles e Lions) e Martin Corry (Inghilterra e Lions), che normalmente giocano come numeri 8, ma che spesso occupano le posizioni di entrambi i flanker, destro e sinistro, e riescono con successo anche ad occupare le posizioni di seconda linea. David Wallace (Irlanda e Lions) è uno dei pochi giocatori che abbia ricoperto i ruoli di numero 8, flanker destro e sinistro, centro e addirittura quello di ala nella formazione del Munster.
Alcuni numeri 8 presenti nella International Rugby Hall of Fame sono: Mervyn Davies (Galles e Lions), Morne du Plessis (Sudafrica), Hennie Muller (Sudafrica) e Brian Lochore (Nuova Zelanda), Sergio Parisse (Italia)